# Ipeľské Predmostie
Ipeľské Predmostie (do roku 1948 maďarsky Hidvég, Ipolyhidvég) je obec v okrese Veľký Krtíš na Slovensku. Žije v ní 547 obyvatel. Obec se nachází v nejzápadnější části Jihoslovenské kotliny, v dolní části Ipeľské kotliny, na pravém břehu řeky Ipeľ, který je zde hraniční řekou. Na druhé straně Ipľu je maďarská obec Drégelypalánk.

## Historie
Je zde doloženo osídlení z neolitu, sídliště kultury s kanelovanou keramikou, sídliště maďarovské kultury ze starší doby bronzové, sídliště z doby halštatské, laténské sídliště se žárovým pohřebištěm, římsko-barbarské sídliště, dále sídliště z doby velkomoravské. Místo je poprvé písemně zmíněno v roce 1252 jako Hydveg a ve středověku patřilo k panství hradu Hont, tehdejšího sídla stejnojmenné župy. Obyvatelstvo se zabývalo zemědělstvím, vinohradnictvím a ve 20. století pěstováním rýže. Jméno obce odkazuje na most přes řeku, který byl zničen na konci roku 1944. Do konce první světové války byla obec součástí Uherska. V důsledku první vídeňské arbitráže byla v letech 1938 až 1945 součástí Maďarska.

## Památky
- Římskokatolický kostel Růžencové Panny Marie, z roku 1924.[3]
- Barokní socha Piety (s lidovými prvky), z přelomu 18. a 19. století.[3]

## Fotogalerie

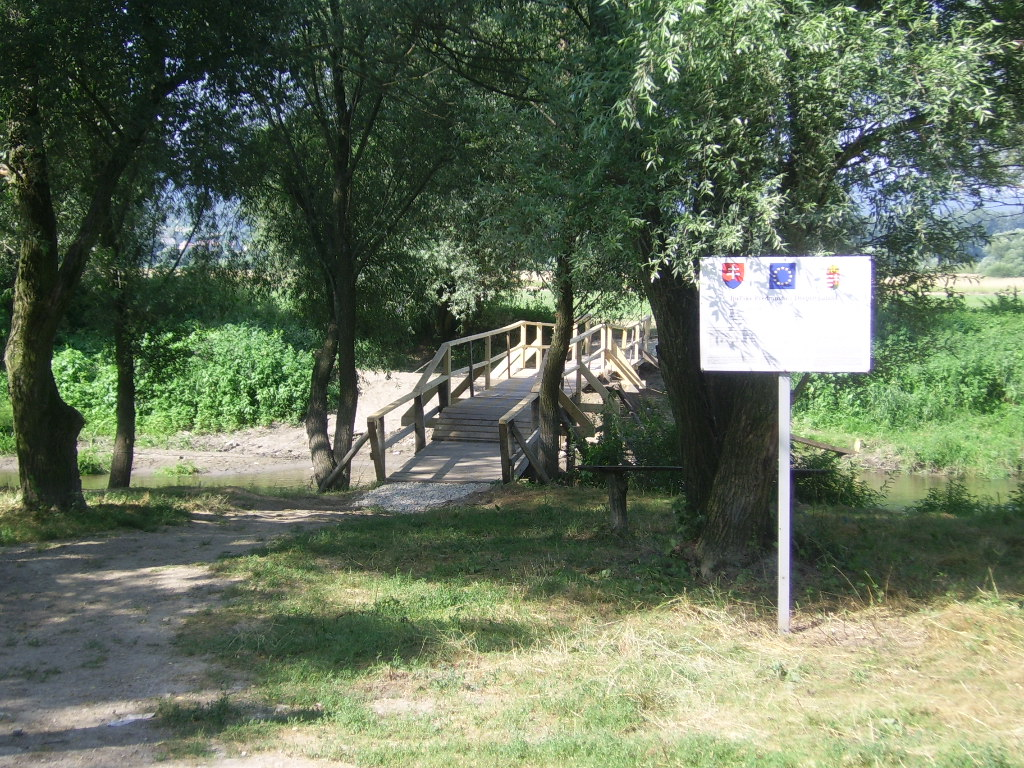
Přeshraniční propojení s Maďarskem
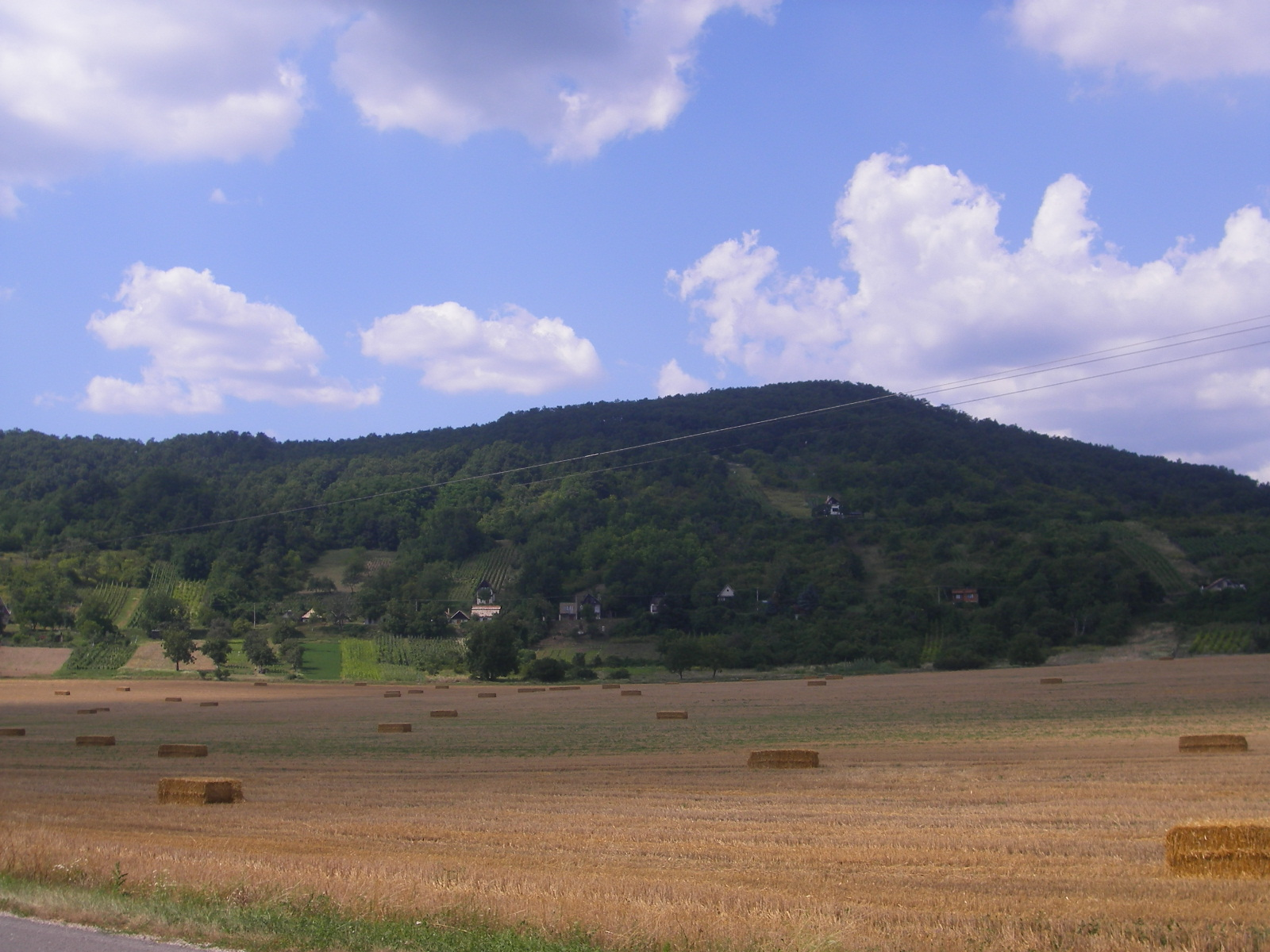
Okolní krajina
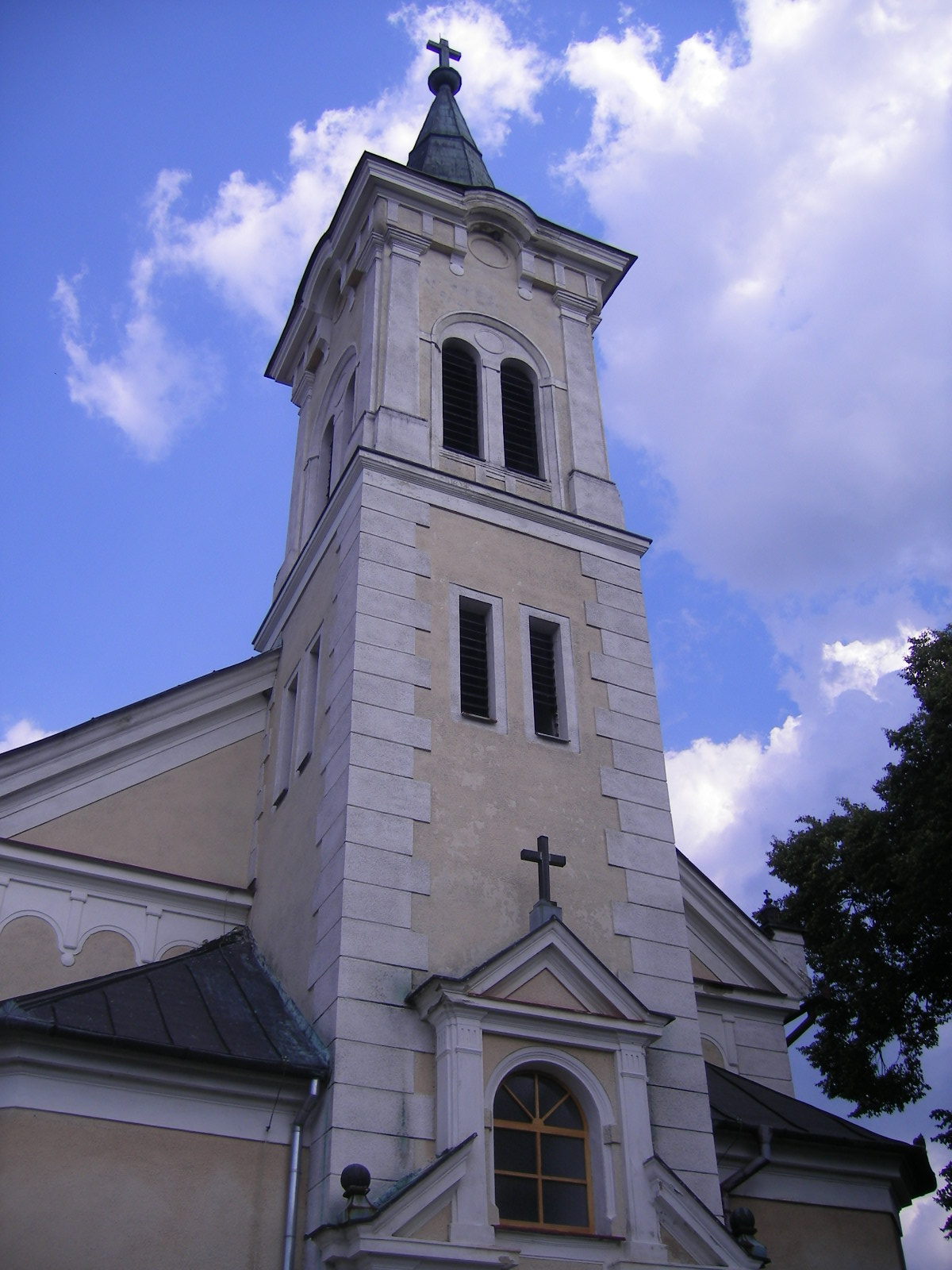
Římskokatolický kostel Růžencové Panny Marie